# Reanimedia
Reanimedia（リアニメディア）は、ロシア、ベラルーシ、カザフスタン、バルト三国のアニメ配給会社であり、Reanimedia Japanと協力関係にある。

## 歴史
2009年6月1日、Reanimediaは独自のオンラインストアをオープンした。